# كايدان
كوايدان (باليابانية: 怪談) ، هي فيلم ياباني من نوع الرعب النفسي، أنتجت عام 2007م، ونشرها شركة توي المحدودة.